# ラファエル・アルトゥニアン
ラファエル・アルトゥニアン（アルメニア語: Ռաֆայել Հարությունյան ラファイェル・ハルテュニャン、 ロシア語: Рафаэ́ль Влади́мирович Арутюня́н ラファエリ・ウラジミロヴィチ・アルチュニャン、英語: Rafael Arutunian, 1957年7月5日-）は、ソビエト連邦出身のフィギュアスケートコーチ。

## 経歴
グルジアのトビリシ生まれ。選手時代には著名な成績は残さなかったが、ソビエトスポーツマスターの候補となる。競技引退後アルメニア体育学校(en:Armenian State Institute of Physical Culture)に進み、1985年までエレバンのフィギュアスケート学校でジュニア選手を育てた。その後、首都モスクワに招かれるが、そのころにはアルメニアに国際基準を満たすようなスケートリンクがなくなっている。
2000年、アメリカのロサンゼルス近郊にあるトレーニングセンターのコーチとなり渡米し、以降も多くの世界的な競技選手のコーチを担当している。

## コーチ業

### 過去に指導した選手
- アレクサンドル・アブト　：　1990/1991シーズン～2001/2002シーズン
- ジェフリー・バトル　：　2004/2005シーズン～引退まで（2008年9月）
- 浅田真央　：　2006/2007シーズン～2008年2月（四大陸選手権まで）[1]
- サーシャ・コーエン　：　2009年5月の現役復帰～2009年11月[2]
- 浅田舞
- ミシェル・クワン
- セルゲイ・ボロノフ
- アレクサンドル・シュービン
- イワン・ディネフ
- キーラ・コルピ
- ハンナ・ミラー
- イム・ウンス
- 本田真凜

### 現在指導している選手
- アダム・リッポン
- アシュリー・ワグナー
- ネイサン・チェン
- マライア・ベル
- ミハル・ブジェジナ
- ロマン・ポンサール
- 本田紗来